# 玉堤
玉堤（たまづつみ）は、東京都世田谷区の地名。現行行政地名は玉堤一丁目および玉堤二丁目。住居表示実施済区域。玉川地域に属する。

## 地理
世田谷区南部の玉川地域に属する。南は多摩川と、その土手を東西に走る多摩堤通りに、西は谷沢川（等々力渓谷下流）に、地域の西部の北は丸子川（旧六郷用水）に接する。地質は沖積低地であり、地形はほぼ平坦である。世田谷区野毛・等々力・尾山台、大田区田園調布、多摩川を挟んで神奈川県川崎市中原区宮内・等々力と隣接する。
都市計画法上の用途地域は、大部分が第一種中高層住居専用地域に指定されている。
幹線道路である目黒通りの終点があるが、本地域内は片側1車線であり交通量は少ない。2023年現在、目黒通りを延長して多摩川を渡り、玉堤二丁目と川崎市中原区宮内一丁目を結ぶ等々力大橋（仮称）が2030年度の完成予定で建設中である。
東急大井町線尾山台駅から本地域北端の丸子川までは徒歩15分程度要する。また、その途中には標高差が約20メートルに及ぶ国分寺崖線の坂があるが、駅までの交通手段としては後述するバス路線を利用できる。

## 防災

### 地震
東京都都市整備局が2022年に発表した地震に対する総合危険度の町丁別評価では、玉堤一丁目・二丁目いずれも、5段階評価のうち相対的に都内で最も安全とされる「レベル1」となった。

### 水害
2019年の台風19号では一部で2メートル近い浸水被害が内水氾濫により生じ、一部の住民が自衛隊などに救助された。玉堤一丁目の東京都市大学では、地下の図書館が水没するなどの被害を受けた。
2023年現在、豪雨時の谷沢川の水位を下げることを目的とした「谷沢川分水路工事」が実施中である。

## 歴史

### 地名の由来
元は玉川等々力町の一部。1961年（昭和36年）に開校した、多摩川の土手近くに位置するという理由で命名された世田谷区立玉堤小学校の名を借りて、1970年（昭和45年）の住居表示により玉堤として分離成立。「玉」は「多摩」と同韻の美字で、美しく自然豊かな地域の発展を願った名前でもある。

### 住居表示実施前後の町名の変遷
| 実施後     | 実施年月日    | 実施前（各町名ともその一部）      |
| ---------- | ------------- | --------------------------------- |
| 玉堤一丁目 | 1968年3月15日 | 玉川等々力町1、玉川尾山町の各一部 |
| 玉堤二丁目 | 1968年3月15日 | 玉川等々力町1の一部               |

### 玉川温室村
1925年（大正14年）に当時の新しい農業技術であった温室栽培が現在の等々力一丁目で始まった。1940年（昭和15年）までの間に当地の経営面積は計42,000平方メートルにも及び、「玉川温室村」と呼ばれるようになった。2012年（平成24年）現在は2・3軒に減ったが、「玉川温室村」の名前は玉堤一丁目の多摩堤通り上のバス停に残っている。

## 世帯数と人口
2025年（令和7年）1月1日現在（世田谷区発表）の世帯数と人口は以下の通りである。
| 丁目       | 世帯数    | 人口    |
| ---------- | --------- | ------- |
| 玉堤一丁目 | 2,399世帯 | 4,896人 |
| 玉堤二丁目 | 577世帯   | 1,185人 |
| 計         | 2,976世帯 | 6,081人 |

### 人口の変遷
国勢調査による人口の推移。
| 年                 | 人口  |
| ------------------ | ----- |
| 1995年（平成7年）  | 4,654 |
| 2000年（平成12年） | 5,149 |
| 2005年（平成17年） | 5,440 |
| 2010年（平成22年） | 5,709 |
| 2015年（平成27年） | 5,784 |
| 2020年（令和2年）  | 5,983 |

### 世帯数の変遷
国勢調査による世帯数の推移。
| 年                 | 世帯数 |
| ------------------ | ------ |
| 1995年（平成7年）  | 1,991  |
| 2000年（平成12年） | 2,359  |
| 2005年（平成17年） | 2,531  |
| 2010年（平成22年） | 2,634  |
| 2015年（平成27年） | 2,644  |
| 2020年（令和2年）  | 2,773  |

## 学区
区立小・中学校に通う場合、学区は以下の通りとなる（2024年8月現在）。
| 丁目       | 番地 | 小学校               | 中学校                 |
| ---------- | ---- | -------------------- | ---------------------- |
| 玉堤一丁目 | 全域 | 世田谷区立玉堤小学校 | 世田谷区立尾山台中学校 |
| 玉堤二丁目 | 全域 | 世田谷区立玉堤小学校 | 世田谷区立尾山台中学校 |

## 交通

### バス
- 世田谷区コミュニティバス「タマリバーバス」（東急バス <等01>系統）：東急大井町線等々力駅・尾山台駅付近と本地域を結ぶ反時計回りの循環路線。
- 東急バス <玉11>系統：二子玉川駅⇔多摩川駅。多摩堤通り上を東西に走る。

## 事業所
2021年（令和3年）現在の経済センサス調査による事業所数と従業員数は以下の通りである。
| 丁目       | 事業所数  | 従業員数 |
| ---------- | --------- | -------- |
| 玉堤一丁目 | 86事業所  | 1,671人  |
| 玉堤二丁目 | 36事業所  | 400人    |
| 計         | 122事業所 | 2,071人  |

### 事業者数の変遷
経済センサスによる事業所数の推移。
| 年                 | 事業者数 |
| ------------------ | -------- |
| 2016年（平成28年） | 121      |
| 2021年（令和3年）  | 122      |

### 従業員数の変遷
経済センサスによる従業員数の推移。
| 年                 | 従業員数 |
| ------------------ | -------- |
| 2016年（平成28年） | 1,834    |
| 2021年（令和3年）  | 2,071    |

## 施設

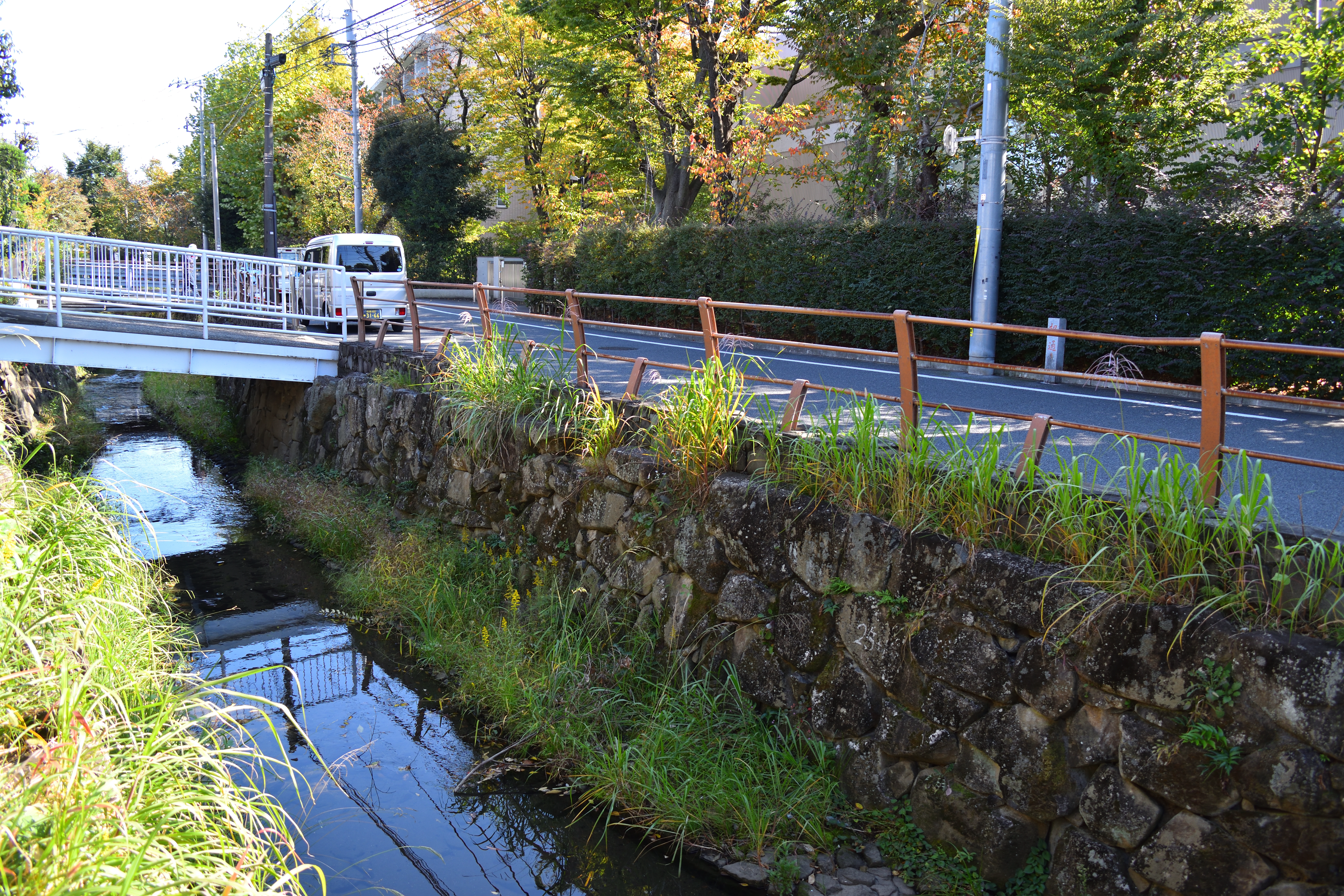
丸子川と東京都市大学世田谷キャンパス

### 公共
- 世田谷区玉堤地区会館

### 福祉
- 世田谷区立岡本福祉作業ホーム玉堤分場

### 教育
- 東京都市大学（旧：武蔵工業大学）世田谷キャンパス
- 東京都立園芸高等学校管理 玉川果樹園
- 世田谷区立玉堤小学校

### 寺社・教会
- 浄土真宗大谷派専了寺
- 原始福音キリストの幕屋

## その他

### 日本郵便
- 郵便番号 : 158-0087[2]（集配局 : 玉川郵便局[22]）。